# Liencres
Liencres es una localidad costera de Cantabria (España), perteneciente al municipio de Piélagos. Está situada en el litoral a 9 kilómetros al oeste de Santander, con una altitud de 72 metros sobre el nivel del mar.

## Demografía
El número de habitantes en el año 2023 se sitúa en 3674, mientras que en el año 2005 era de 2349 habitantes, según datos del INE. Esto da idea del importante crecimiento del lugar y, en definitiva, del municipio. El crecimiento demográfico experimentado durante estos 10 años es debido a la importante atracción turística que supone la costa y sus playas, y a la cercanía del municipio con Santander.

## Geografía

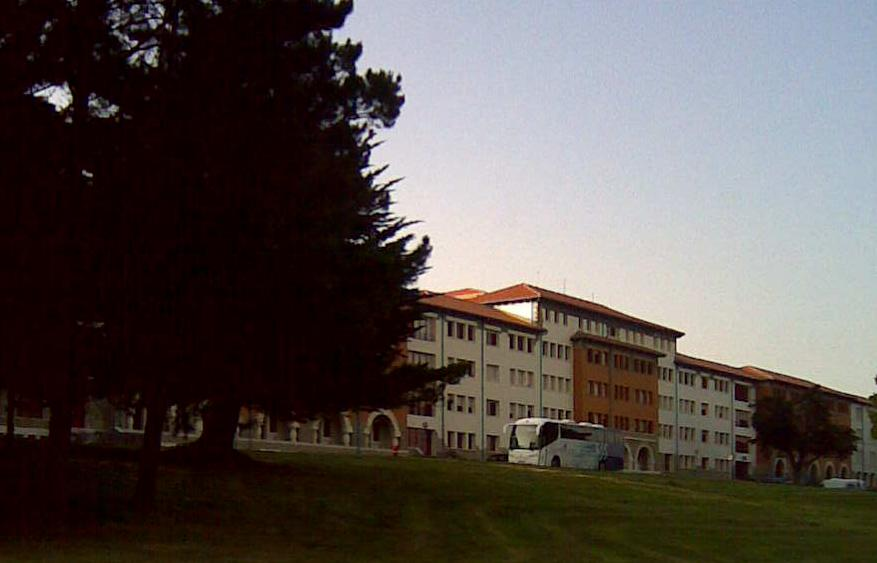
Hospital de la Santa Cruz de Liencres

Destaca por sus playas a lo largo de los 8 kilómetros de litoral: Pedruquíos, también conocida como El Madero, Somocueva, Cerrias, La Arnía, Portío, Valdearenas y Canallave. Estas dos últimas playas están integradas dentro del parque natural de las Dunas de Liencres (dunas fijadas por un bosque de pino marítimo).
El parque natural de las Dunas de Liencres es una zona de notable valor geomorfológico y paisajístico que fue declarado espacio protegido en el año 1986. Con una extensión de 195 hectáreas. En el monte de La Picota de esta localidad se encuentran restos arqueológicos de interés como el castillo de Pedraja o castillo de Hércules, declarado Bien de Interés Cultural en 2004, o un importante conjunto de estructuras defensivas de la guerra civil española, declarado Bien de Interés Cultural en el año 2008. Junto a La Picota está El Tolío; ambas cumbres pertenecen a la sierra de Liencres.

## Administración
Liencres está regido por el ayuntamiento de Piélagos, que cuenta con una oficina local en el barrio de la Iglesia, donde se pueden realizar numerosas gestiones sin tener que desplazarse a la capital del municipio (Renedo de Piélagos). Si bien para algunos asuntos tiene una junta vecinal (entidad local autónoma) que se elige a la vez que la corporación del ayuntamiento. El actual presidente de la entidad local es Don José Manuel Portilla Rumayor (PP). Cuenta con servicio de la Policía Local de Piélagos, atendiendo al número 942076992.
Debido a su poblamiento irregular y disperso está dividida en barrios: Sorriba, Las Mazas, El Callejo, Llatas, Cotarejo, Arnía, Somocuevas, Salas, Sorriba, Verán, Las Reigadas, El Pino, Portio, La Iglesia, La Cotera, La Cruz, La Ortera, Manzanedo, El Cutío, El Dueso, Campolagua y La Caseta. 
A finales de febrero de 2011 el juzgado de lo penal número dos de Santander condenó al alcalde de Piélagos a prisión e inhabilitación por un delito continuado de prevaricación urbanística, cuya consecuencia ha sido la orden de demolición de casi 400 viviendas en cinco urbanizaciones de Liencres y el Alto de El Cuco.

## Fiestas
- 25 de julio, fiesta de Santiago.
- Última semana de agosto, fiesta del turista.
- 12 de octubre, El Pilar